# Stazione di Biancavilla Poggio Rosso
La stazione di Biancavilla Poggio Rosso è una stazione ferroviaria posta sulla Ferrovia Circumetnea. Serve la località di Poggio Rosso, nel territorio comunale di Biancavilla.

## Storia
Nell'ambito del progetto di ammodernamento della tratta ferroviaria Paternò-Adrano, nel 2009 furono avviati i lavori di costruzione delle nuove stazioni di Santa Maria di Licodia Sud, Santa Maria di Licodia Centro (che a sua volta sostituì la stazione in superficie), Adrano Cappellone (che a sua volta sostituì la stazione in superficie), Adrano Centro (che a sua volta sostitui la stazione in superficie), Adrano Naviccia e Adrano Nord; e successivamente anche le quattro nuove stazioni di Biancavilla, fra cui Biancavilla Poggio Rosso.
La stazione entrò ufficialmente in esercizio il 29 luglio 2015, sostituendo la vecchia tratta di Biancavilla, e con essa, anche le due vecchie stazioni.
Questa stazione venne costruita con la predisposizione ad uso metropolitano, poiché nell'ambito dell'ampliamento delle rete ferroviaria della metropolitana di Catania è previsto che quest'ultima arrivi sino alla stazione di Adrano Nord, passando attraverso le stazioni interrate di nuova costruzione, fra cui questa.

## Strutture e impianti
La stazione, vista in direzione Randazzo, si trova subito prima dell'imbocco della galleria di circa 3 chilometri che attraversa il centro abitato di Biancavilla; conta due binari serviti da due banchine laterali, è munita di un ampio piazzale di accesso dal quale si accede al livello dei binari, leggermente sopraelevati rispetto al piazzale. La stazione è coperta da un'ampia struttura fatta di acciaio e policarbonato, inoltre è dotata di sottopassaggio e biglietteria automatica.

## Servizi
La stazione è dotata di:
- Servizio di video sorveglianza;
- Biglietteria automatica.

## Vecchi rotabili in accantonamento
La stazione di Biancavilla Poggio Rosso fu costruita a ridosso della vecchia tratta ferroviaria, e in quest'ultima, il 14 Maggio del 2017, furono trasferite le carrozze n. 04, 255, 256, 257, 323, e una serie di carri.
La carrozza n. 04 fu trasferita la notte successiva alla stazione di Catania Borgo, mentre tutti gli altri rotabili rimasero in accantonamento fino a Settembre/Ottobre del 2020, periodo in cui furono demoliti.
Tutto il materiale rotabile descritto poc'anzi è stato demolito in loco nel mese di ottobre del 2020, cioè nello stesso posto in cui era già accantonato.